# Trematodon pascuanus
Trematodon pascuanus là một loài rêu trong họ Bruchiaceae. Loài này được Thér. mô tả khoa học đầu tiên năm 1937.